# Kungsfågelsångare
Kungsfågelsångare (Phylloscopus proregulus) är en vida spridd och mycket liten insektsätande fågel i familjen lövsångare (Phylloscopidae). Den häckar i sydöstra Sibirien och flyttar vintertid söderut till ett område i sydöstra Kina och Vietnam. Trots det avsevärda avståndet påträffas kungsfågelsångaren regelbundet framför allt under höstflyttningen i Europa. I Sverige ses den årligen, vanligen med mellan 20 och 70 fynd. IUCN kategoriserar den som livskraftig.

## Utseende och läte

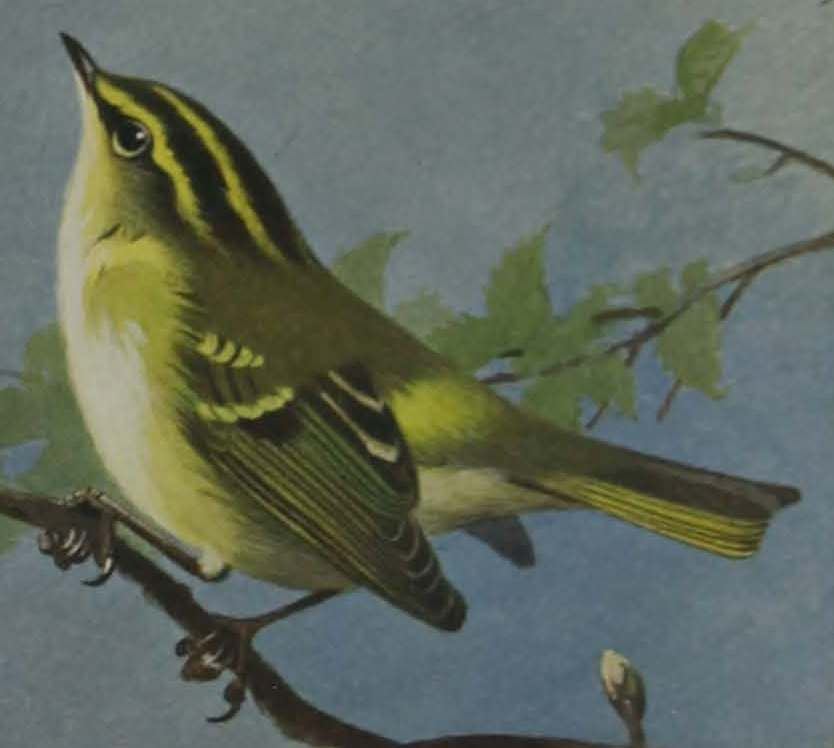
Kungsfågelsångarens gula övergump skiljer den tydligast från tajgasångaren.

Kungsfågelsångaren är mycket liten, cirka 9,5 centimeter lång och med en vikt på 4–7 gram, men kan ofta upplevas som storhövdad. Den har grönaktig ovansida, smutsvit undersida och dubbla gulvita vingband. Hjässan är mycket mörkt olivgrön med ett distinkt ljusgult centralt hjässband, långt gult ögonbrynsstreck och kraftigt mörkt ögonstreck. Den har även en gul fläck på övergumpen, som bäst ses när fågeln ryttlar.
Kungsfågelsångaren är mycket lik de närbesläktade arterna himalayasångare, gansusångare och kinesisk sångare men skiljs på läten. Den är också lik tajgasångare och bergtajgasångare men kungsfågelsångaren har en ljus övergump, kraftigare ögonstreck och ett gulare ögonbrynsstreck, speciellt framme vid näbben.
Kungsfågelsångarens vanligaste lockläte är ett svagt, mjukt något stigande tjui. Sången är ljudlig och drillande som gärdsmygens och påminner även om kanariefågelns sång.

## Utbredning
Kungsfågelsångaren häckar i sydöstra Sibirien, huvudsakligen från floden Jenisej och österut, till Mongoliet, delar av Tibet och nordöstra Kina. Den är en flyttfågel och övervintrar från subtropiska sydligaste Kina till nordöstra Indokina, så långt söderut om Vietnam. Ett mindre antal övervintrar även i nordvästra Europa, och dessa beskrivs ofta som felflugna, men studier indikerar att det kan röra sig om en regelrätt flyttrutt.

### Förekomst i Sverige
Kungsfågelsångaren observeras sällsynt men regelbundet i Sverige. Första observationen gjordes 22 oktober 1957 vid Fågelviken, Bro socken, Bohuslän, och från 1974 har arten observerats årligen i landet. Antalet observationer varierar mycket mellan olika år, vanligtvis mellan 20 och 90, men 1996 observerades rekordmånga 320 individer. Det finns bara en säker övervintring i Sverige när en individ uppehöll sig under perioden 23 december 2007 till 28 april 2008 i Lomma i Skåne. Det finns även ett tiotal observationer av arten från perioden april till juni.

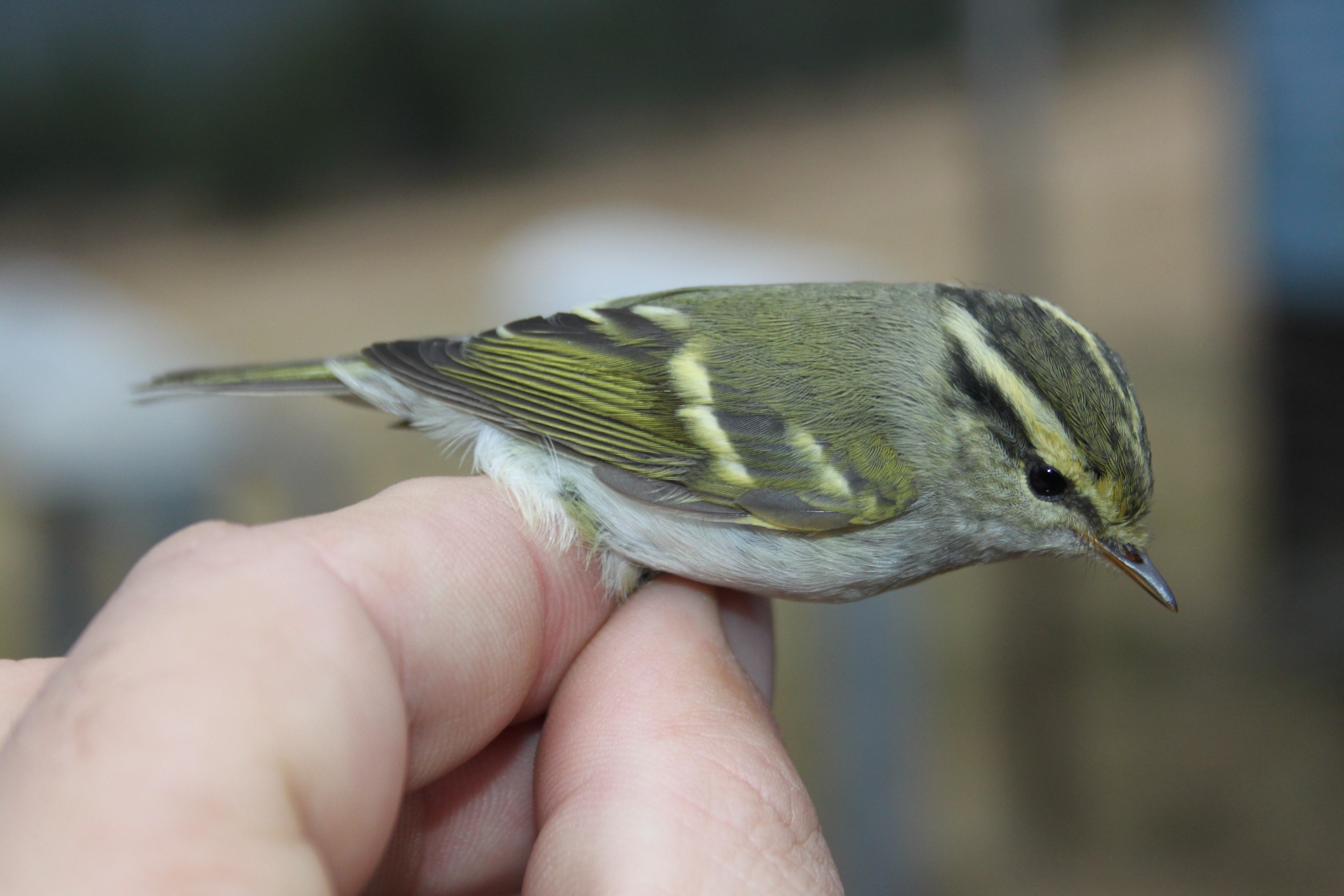

## Systematik
Kungsfågelsångaren beskrevs första gången av Peter Simon Pallas som upptäckte arten vid floden Ingoda i Sibirien 1811. Dess vetenskapliga artepitet proregulus har den fått eftersom den påminner om kungsfågeln (Regulus regulus) och sitt engelska trivialnamn Pallas's Leaf Warbler har den fått för att hedra sin upptäckare.
Förr behandlades arten som ett komplex som omfattade ett flertal underarter. Utöver nominatunderarten accepterades två till fyra övriga underarter som häckar mycket längre söderut på höga höjder i bergsskogar i en region som sträcker sig från västra Himalaya och österut till västra Kina (Yunnan och norrut till Gansu och Hebei). Dessa taxa skiljer sig mycket lite i fjäderdräkt men deras läten är distinkta och även genetiska studier visar att de bäst beskrivs som goda arter:
- Himalayasångare (Phylloscopus chloronotus) – Himalaya från Afghanistan till sydcentrala Kina
- Sichuansångare (Phylloscopus forresti) – bergstrakter i södra Kina
- Gansusångare (Phylloscopus kansuensis) – bergstrakter i västra Kina
- Kinesisk sångare (Phylloscopus yunnanensis) (syn. P. sichuanensis) – bergstrakter i centrala Kina (Sichuan, Liaoning and Shanxi)

### Släktes- och familjetillhörighet
Kungsfågelsångaren placerades tidigare i familjen sångare (Sylviidae). Denna artrika familj har idag delats upp i ett tiotal familjer och bergsångaren har, tillsammans med de andra arterna i släktet Phylloscopus, placerats i familjen lövsångare (Phylloscopidae). Vissa auktoriteter har dock valt att dela upp Phylloscopus i flera mindre släkten, varvid tajgasångarna med släktingar lyfts ut till det egna släktet Abrornis.

## Ekologi
Kungsfågelsångaren häckar i bergiga barrskogar och i barrskog i tajga. Vintertid uppträder den i något mer varierande biotoper som också omfattar blandskog och buskmark, utöver barrskog. Boet placeras i ett träd, oftast i närheten av en trädgren en halv till tio meter över marken. Den lägger fyra till sex ägg som kläcks efter tolv till 13 dagar, och ungarna blir flygga efter tolv till 14 dagar. Som de flesta sångarna är den insektsätare. Fågeln är inte skygg, men genom att den för det mesta lever och rör sig i trädkronor blir den svårsedd. Den rör sig ständigt och påminner i beteendet om en kungsfågel, med en hel del fladdrande och ryttlande. Arten kan till och med hänga upp och ned som en mes.

## Status och hot
Arten har ett stort utbredningsområde och en stor population med stabil utveckling och tros inte vara utsatt för något substantiellt hot. Utifrån dessa kriterier kategoriserar internationella naturvårdsunionen IUCN arten som livskraftig (LC). Världspopulationen har inte uppskattats men den beskrivs som vanlig eller mycket vanlig.